# Musca canus
Musca canus är en tvåvingeart som först beskrevs av Harris 1780.  Musca canus ingår i släktet Musca och familjen parasitflugor. Inga underarter finns listade i Catalogue of Life.